# Nathalie Lawhead
Nathalie Lawhead est une artiste indépendante et conceptrice de jeux vidéo résidant à Irvine (Californie). Elle est non-binaire. 

## Prix
- 2015 - Gagnant du prix IGF Nuovo pour Tetrageddon Games [2]
- 2017 - Gagnant du interaction Award Indiecade pour Everything is Going to Be OK [3]
- 2017 - Gagnant, Digital Moment Award A MAZE pour Everything is Going to Be OK [4]
- 2018 - Finaliste, Prix Nuovo IGF pour Everything is Going to Be OK [5]
- 2018 - Mention honorable, Grand prix IGF Seamus McNally pour Everything is Going to Be OK